# Erik Durschmied
Erik Durschmied (* 1930 in Wien) ist ein international bekannter, österreichischer Kriegsberichterstatter und Schriftsteller.

## Leben
1952 wanderte er von Österreich nach Kanada aus, wo er an der McGill University in Montreal studierte und anschließend als Reporter und Kameramann arbeitete. Seine Karriere als TV-Reporter aus internationalen Krisengebieten startete er, indem es ihm 1958 gelang, das Hauptquartier der von Fidel Castro geführten kubanischen Rebellenarmee in der Sierra Maestra zu erreichen, dort mehrere Wochen mit den Guerillakämpfern zu verbringen und als erster Fernsehreporter englischsprachige Interview-Aufnahmen mit Castro zu drehen und aus dem Land zu schmuggeln. Als der Revolutionär Anfang 1959 in Kuba die Macht übernahm, wurde Durschmied mit seinem Exklusiv-Material schlagartig berühmt.
In den folgenden Jahrzehnten berichtete er für BBC und CBS aus den Kriegs- und Konfliktgebieten der Welt, u. a. Iran, Irak, Nordirland, Chile, Kuba und Afghanistan. 1964 war er als Kameramann Teil des ersten nordamerikanischen Filmteams, das in der Volksrepublik China drehen durfte. Dabei entstand die Dokumentation „The Seven Hundred Million“ für das kanadische Fernsehen CBC. Die von ihm gefilmte Vietnamkriegs-Reportage „Hill 943“ entstand 1968 für CBS. In Vietnam verbrachte er fast zehn Jahre.
1986 ging er als Fernsehproduzent nach Hollywood. Seit 1999 ist er wieder österreichischer Staatsbürger. Er lebt mit seiner Familie in Frankreich.
Seine Bücher, erschienen auf Englisch und Deutsch und in mehrere Sprachen übersetzt, befassen sich meist mit zentralen Ereignissen der Weltgeschichte.

## Hinge-Faktor
Sein Buchtitel Hinge-Faktor (O: Hinge Factor) kommt vom englischen Wort Hinge, zu deutsch Scharnier oder Drehachse, und synonymisiert Angel- oder Wendepunkte für unvorhergesehene Ereignisse, die militärische Aktionen, wie den Ausgang einer  Schlacht entscheidend beeinflussen. Dies sind zum Beispiel grobe Fehler des Gegners, ungeahnte Heldentaten oder einfach nur schlichte Inkompetenz seitens einiger Militärs. Auch das Wetter hat in Schlachten, wie der Schlacht am trasimenischen See, eine entscheidende Rolle gespielt.

## Bibliographie (Auswahl)
- Hinge-Faktor. Wie Zufall und Dummheit Weltgeschichte schreiben. Aus dem Amerikanischen von Gertraud Broucek und Sabine Broehl, Böhlau, Wien 1998, ISBN 978-3-205-99159-5.
- The Weather Factor: How Nature Has Changed History (2001), dt. Ausgabe: Als die Römer im Regen standen. Der Einfluss des Wetters auf den Lauf der Geschichte, Bergisch Gladbach: Bastei Lübbe 2002, ISBN 978-3-404-60504-0
- Shooting Wars. My Life as a War Cameraman, From Cuba to Iraq, New York 1991, deutsche Ausgabe: Shooting Wars: Mein Leben als Kriegberichterstatter zwischen Kuba und Irak, Wien: Böhlau 2004, ISBN 978-3-205-77150-0
- Hexen, Tod und Teufelswerk. Hexenverfolgung im Lauf der Jahrhunderte, Bergisch Gladbach: Bastei Lübbe 2004, ISBN 978-3-404-60536-1
- Der Untergang großer Dynastien. Bourbonen, Romanows, Tennos, Habsburger, Pahlewis, Hohenzollern, Wien: Böhlau 2000, ISBN 978-3-205-99159-5
- Blood of Revolution. From The Reign Of Terror To The Rise Of Khomeini, New York: Arcade 2002, ISBN 978-1-55970-656-8
- Unsung Heroes: The Twentieth Century's Forgotten History-makers, London: Hodder & Stoughton 2003, ISBN 978-0-340-82519-8
- Beware the Dragon: China – 1,000 Years of Bloodshed, Andre Deutsch 2008, ISBN 978-0-233-00231-6
- Totentanz am Col di Lana, Bozen: Athesia-Tappeiner 2017, ISBN 978-88-6839-268-0